# Endel Nirk
Endel Nirk (Pseudonym Hermelin, * 15. Dezember 1925 in Koorküla; † 15. April 2018 in Tallinn) war ein estnischer Literaturwissenschaftler, Kritiker und Prosaist.

## Leben
Endel Nirk war zunächst in seinem südestnischen Heimatdorf auf der Grundschule und besuchte von 1938 bis 1943 das Gymnasium in Tõrva. Unmittelbar nach seinem Schulabschluss wurde er in die Wehrmacht mobilisiert, da Estland zu jenem Zeitpunkt im Rahmen des Zweiten Weltkriegs von Deutschland besetzt war. Infolgedessen versuchte Nirk auch nach Kriegsende Estland über die Ostsee zu verlassen, doch da das Boot leckgeschlagen war, musste er zur Küste zurückkehren.
Trotzdem überstand er den Stalinismus ohne Repressionen und konnte von 1944 bis 1949 an der Universität Tartu estnische Philologie studieren. Nach seinem Abschluss arbeitete er von 1949 bis 1953 bei der Zeitung Sirp ja Vasar, bevor er sich 1953 wieder der Wissenschaft zuwandte.
Ab 1953 arbeitete und forschte er im „Institut für Sprache und Literatur“ der Estnischen Akademie der Wissenschaften in Tallinn und fertigte im Rahmen dieser Tätigkeit seine Kandidatenarbeit (1959 – entspricht der Dissertation des deutschen Systems) und seine akademische Doktorarbeit (1971 – entspricht der Habilitationsschrift) an. Von 1976 bis 1983 war er Professor für estnische Literatur an der Pädagogischen Universität Tallinn – formal zwar nur Stellvertreter mit Dozentengehalt, da seine Ernennung in Moskau nicht bestätigt wurde, aber inhaltlich betrachtet Leiter des Lehrstuhls.
Dazwischen gab es jedoch auch Perioden, in denen er als freiberuflicher Wissenschaftler und Autor abwechselnd in Tallinn und auf Saaremaa lebte (1972–1976 und seit 1983).
Endel Nirk war seit 1955 Mitglied des Estnischen Schriftstellerverbandes und korrespondierendes Mitglied der Finnischen Literaturgesellschaft. Er war einer der Unterzeichner des Briefs der Vierzig.

## Wissenschaftliches Werk
Nirk spezialisierte sich zwar auf das 19. Jahrhundert, hat prinzipiell aber zu allen Bereichen der estnischen Literatur gearbeitet. Er ist gleichfalls der einzige estnische Literaturwissenschaftler der Nachkriegszeit, von dem eine ausführliche Gesamtdarstellung der estnischen Literatur vorliegt, die zudem auch ins Englische und Finnische übersetzt ist.
Die wichtigsten Forschungen hat Nirk zu Eduard Bornhöhe und Friedrich Reinhold Kreutzwald, dem Autor des Kalevipoeg, vorgelegt. Ferner hat er Monografien zu Karl Ristikivi und dem Maler Ants Laikmaa verfasst. Außerdem hat er an zahlreichen literaturwissenschaftlichen Sammelwerken mitgewirkt und sich besonders mit der Erforschung des estnischen Romans in der Zwischenkriegszeit befasst.

## Literarisches Werk
Manche von Nirks Monografien sind selbst in die Nähe literarischer Werke gerückt worden, und im Allgemeinen wird in seiner Person die „gelungene Kombination aus kompetentem Literaturwissenschaftler und geistreichem Essayisten“ hervorgehoben.
1960 wirbelte Nirk mit einem satirischen Gedicht über Ain Kaalep, Jaan Kross und Ellen Niit Staub auf, die damals die estnische Lyrik modernisierten, was in manchen Kreisen auf Widerstand stieß. Später schrieb Nirk vor allem Werke, die sich mit der früheren estnischen Geschichte oder seiner Heimatregion befassten. Die Kritik hat sie eher zurückhaltend beurteilt. Bei seiner Trilogie Hier auf der Erde verwies ein Kritiker auf die „publizistische Struktur“ und bemerkte, dass es „sicher besser wäre, wenn der Leser nicht ständig die Anwesenheit des Autors bemerkte.“ Eine andere Kritikerin stellte fest, dass dies „ein Roman sein könnte […], was bleibt, ist jedoch nur Erinnern und das Beklagen des eigenen Schicksals…“

## Auszeichnungen
- 1979 Juhan-Smuul-Preis
- 1985 Kreutzwald-Erinnerungsmedaille
- 1992 Jahrespreis des Estnischen Schriftstellerverbandes
- 1994 Eduard-Vilde-Preis
- 2000 Orden des weißen Sterns IV. Klasse
- 2006 Orden des Staatswappens (IV. Klasse)

## Bibliografie